# Ракониджи
Раконѝджи (на италиански: Racconigi; на пиемонтски: Raconis, Раконис) е град и община в Северна Италия, провинция Кунео, регион Пиемонт. Разположен е на 260 m надморска височина. Населението на общината е 10 094 души (към 2010 г.).